# Can’t Forget: A Souvenir of the Grand Tour
Can’t Forget: A Souvenir of the Grand Tour — концертный альбом канадского певца Леонарда Коэна, изданный 12 мая 2015 года. Включает записи, сделанные во время выступлений в поддержку альбома Old Ideas, а также саундчеков перед выходом музыканта на сцену. Среди композиций пять ранее известных, две кавер-версии («La Manic» Жоржа Дора и «Choices» Билли Йетса), две новые песни («Never Gave Nobody Trouble» и «Got a Little Secret»), в которых Леонард посмеивается над собственной старостью, и один разговорный номер («Stages»), частично состоящий из текста коэновского стандарта «Tower of Song».
Запись снискала положительные отзывы музыкальных критиков за сохранение и передачу величия оригинальных выступлений Коэна, где он с потрясающим человеколюбием, остроумием и мудростью поёт о жизни, любви и потерях, вдыхая новую энергию в давно иссохшие клише. Также удостоились похвалы великолепная аккомпанирующая группа Леонарда и его неизменная сила в качестве вокалиста.

## Список композиций
| #   | Название                  | Продолжительность | Из альбома                    | Дата и место записи                              |
| --- | ------------------------- | ----------------- | ----------------------------- | ------------------------------------------------ |
| 1.  | Field Commander Cohen     | 4:24              | New Skin for the Old Ceremony | 3 ноября 2012 года, Денвер, США                  |
| 2.  | I Can’t Forget            | 4:17              | I’m Your Man                  | 25 августа 2012 года, Копенгаген, Дания          |
| 3.  | Light as the Breeze       | 6:33              | The Future                    | 11 сентября 2012 года, Дублин, Ирландия          |
| 4.  | La Manic                  | 4:14              | Georges Dor Жоржа Дора        | 2 декабря 2012 года, Квебек, Канада              |
| 5.  | Night Comes On            | 5:55              | Various Positions             | 6 сентября 2012 года, Мёнхенгладбах, Германия    |
| 6.  | Never Gave Nobody Trouble | 4:51              | прозвучала впервые            | 17 августа 2013 года, Оденсе, Дания              |
| 7.  | Joan of Arc               | 6:30              | Songs of Love and Hate        | 2 декабря 2012 года, Квебек, Канада              |
| 8.  | Got a Little Secret       | 4:35              | прозвучала впервые            | 21 декабря 2013 года, Окленд, Новая Зеландия     |
| 9.  | Choices                   | 3:31              | Choices Билли Йетса           | 14 декабря 2013 года, Крайстчерч, Новая Зеландия |
| 10. | Stages                    | 3:42              | прозвучала впервые            | 2 декабря 2013 года, Сидней, Австралия           |

## Позиции в чартах
| Страна              | Позиция | Страна   | Позиция | Страна         | Позиция | Страна    | Позиция |
| ------------------- | ------- | -------- | ------- | -------------- | ------- | --------- | ------- |
| Австралия           | 39      | Венгрия  | 16      | Италия         | 29      | США       | 100     |
| Австрия             | 17      | Германия | 23      | Канада         | 8       | Франция   | 110     |
| Бельгия ( Валлония) | 44      | Дания    | 28      | Нидерланды     | 4       | Чехия     | 17      |
| Бельгия ( Фландрия) | 14      | Ирландия | 5       | Новая Зеландия | 29      | Швейцария | 18      |
| Великобритания      | 18      | Испания  | 26      | Португалия     | 26      | Швеция    | 39      |